# Ernesto José Batista
Ernesto José Baptista foi um político brasileiro.
Foi vice-presidente da província do Piauí, exercendo a presidência interinamente três vezes, de 9 de agosto a 10 de setembro de 1855, de 27 de junho a 26 de julho de 1859, e de 16 de maio a 13 de julho de 1860.